# Resolutie 705 Veiligheidsraad Verenigde Naties
Resolutie 705 van de Veiligheidsraad van de Verenigde Naties werd op 15 augustus 1991 unaniem aangenomen.

## Achtergrond
Op 2 augustus 1990 viel Irak zijn zuiderbuur Koeweit binnen en bezette dat land. Nog diezelfde dag werd de inval door de VN-Veiligheidsraad veroordeeld in resolutie 660. Deze resolutie eiste ook een onmiddellijke terugtrekking van Irak, maar daar kwam niets van terecht. Met resolutie 678 stelde de Veiligheidsraad Irak een ultimatum om voor 15 januari 1991 aan de voorgaande resoluties te voldoen. Irak gaf hier geen gehoor aan, en de dag na het verstrijken van het ultimatum begon een coalitie van 34 landen onder leiding van de Verenigde Staten operatie Desert Storm met grootschalige luchtbombardementen gevolgd door een grondoffensief, operatie Desert Sabre. Tegen 27 februari was de strijd beslecht en op die dag aanvaardde Irak de VN-resoluties.
Na de oorlog werd onder meer een Compensatiefonds opgericht voor herstelbetalingen. Daarbij werd ook vastgelegd dat later zou worden vastgelegd welke bijdrage Irak daaraan moest leveren op basis van de opbrengsten van 's lands olie-inkomsten.

## Inhoud
De Veiligheidsraad:
- beraadde over de nota en de brief van de secretaris-generaal;
- handelt onder Hoofdstuk VII van het Handvest van de Verenigde Naties;

1. waardeert de nota;
2. beslist dat de compensatiebetalingen van Irak niet meer zullen zijn dan 30% van de waarde van de jaarlijkse olie-uitvoer;
3. beslist om het cijfer van tijd tot tijd te herzien.

## Verwante resoluties
- Resolutie 699 Veiligheidsraad Verenigde Naties
- Resolutie 700 Veiligheidsraad Verenigde Naties
- Resolutie 706 Veiligheidsraad Verenigde Naties
- Resolutie 707 Veiligheidsraad Verenigde Naties

Lijst ·  684 ·  685 ·  686 ·  687 ·  688 ·  689 ·  690 ·  691 ·  692 ·  693 ·  694 ·  695 ·  696 ·  697 ·  698 ·  699 ·  700 ·  701 ·  702 ·  703 ·  704 ·  705 ·  706 ·  707 ·  708 ·  709 ·  710 ·  711 ·  712 ·  713 ·  714 ·  715 ·  716 ·  717 ·  718 ·  719 ·  720 ·  721 ·  722 ·  723 ·  724 ·  725